# 中国人民解放军军事工程学院导弹工程系
导弹工程系创建于1958年的哈尔滨中国人民解放军军事工程学院院内， 简称为哈军工。该系是中国首个有关导弹或火箭专业领域的教学和研究机构， 也是第一支导弹部队。它的建立和发展，一直处于极端保密的状态， 不为外界所知。导弹工程系的成立为中国人民解放军火箭军的建立和发展， 奠定了基础 。

## 历史
1953年1月30日，中央军委总政治部批准成立中共军事工程学院委员会。1953年2月21日，中央军委命令：军事工程学院隶属中央军委各总部直接领导。军事工程学院起初有6个部，下设5个系，22个专科，24个本科生专业。5个系分别是：一系空军工程系、二系炮兵工程系、三系海军工程系，四系装甲兵工程系、五系工兵工程系。1953年9月1日，中国人民解放军军事工程学院成立暨第一期开学典礼大会在哈尔滨举行。
1957年9月10日，中央军委批示在空军工程系成立导弹专业， 同时也将原子专业纳入这个新专业， 成为空军工程系七科。同年12月， 该专业正式建立。最初有三位苏联专家参加了筹建工作。院长陈赓委派戴其萼等开始组建导弹工程系。1958年10月30日，该系正式建立，着陆军服装。 该系一直是军事工程学院最重要， 保密性最强的单位。但同其它系一样，设为军级建制。包括毛泽东，林彪和周恩来等多数中共开国人物的子女，或养子（女）都曾在哈军工学习， 而大部分人集中在保密等级最高的导弹工程系。例如被称为“哈军工第一学员”的毛远新进入哈军工读书后，毛泽东为他取名“李实”， 并以此名在学校内注册，初期仅有学院高层和部分管理人员知道他的真实身份。该系毕业的许多学员后来成为各军兵种的领军人物或国家领导人， 如前全国政协主席俞正声。

## 沿革
1958年12月， 军事工程学院正式举行导弹工程系成立大会， 以后又改为火箭工程系。这是中国第一个导弹工程系，下设政治处， 教务处和行政处，有弹体发动机、自动控制、无线电遥控遥测、飞行力学和射击原理、特种武器等5个专业，后来扩展到八个教研室。几乎同期建立的国防部第五研究院， 即导弹研究院院长钱学森再次来到哈军工，就导弹工程系成立后同他所在研究院的合作问题与学院领导交换意见。两所院系的研究人员常互相调配，而后来该系毕业的许多学员也分配到了导弹研究院。
陈赓派人抢建了存放中国最早教学导弹的1059型库房。1958年年底，从原苏联引进的第一枚弹道导弹经铁路，再经公路秘密押运进了哈军工院内，保证了导弹工程系的教学工作顺利开展。1959年2月15日，七系即导弹工程系正式公开办公， 对外称为“电机系”。1959年12月23日， 周恩来视察导弹工程系， 并参观了苏制P-2导弹。
1960年7月16日， 苏联政府通知撤回全部专家。但按照他们的图纸，并由他们帮助建立的1059型地对地国产导弹已基本制造成功。同年9月10日， 用国产燃料成功的发射了一枚苏制P-2导弹。又在10月17日， 于北京进行了国产1059型地对地导弹液体发动机的地面试车。后来在进入发射阶段测试时， 该仿制导弹被命名为东风-1短程弹道导弹。
1966年文化大革命开始后， 导弹工程系停止招生，但该系共培养了3228名毕业学员。哈军工是文革以前，中共高干子女最集中的学府。有超过400多名中央，省，部，及军区级干部的子女，先后在哈军工求学，包括朱德的孙子朱和与朱春元， 林彪的女儿林晓霖（黎明）， 邓小平的妹妹邓先群， 董必武的儿子董良羽和彭真的儿子宋伯奇（傅平）等。他（她）们当中的大部分被安排到了导弹工程系。在文革中， 他们很多人扮演了重要的角色， 如毛泽东的侄子毛远新。
1966年，解放军第二炮兵部队成立， 即为现在的中国人民解放军火箭军。导弹工程系毕业的许多学员成为这个新兵种的骨干力量。
1966年4月1日，导弹工程系随哈军工集体转业， 参加文化大革命， 学校易名为哈尔滨工程学院。随着中苏边境冲突的升级， 导弹工程系紧急疏散，并作为主体部分随学院迁至长沙， 成为长沙工学院， 现为中国人民解放军国防科技大学的一部分。

## 著名校友
- 毛远新
- 俞正声
- 戴其萼

## 画廊

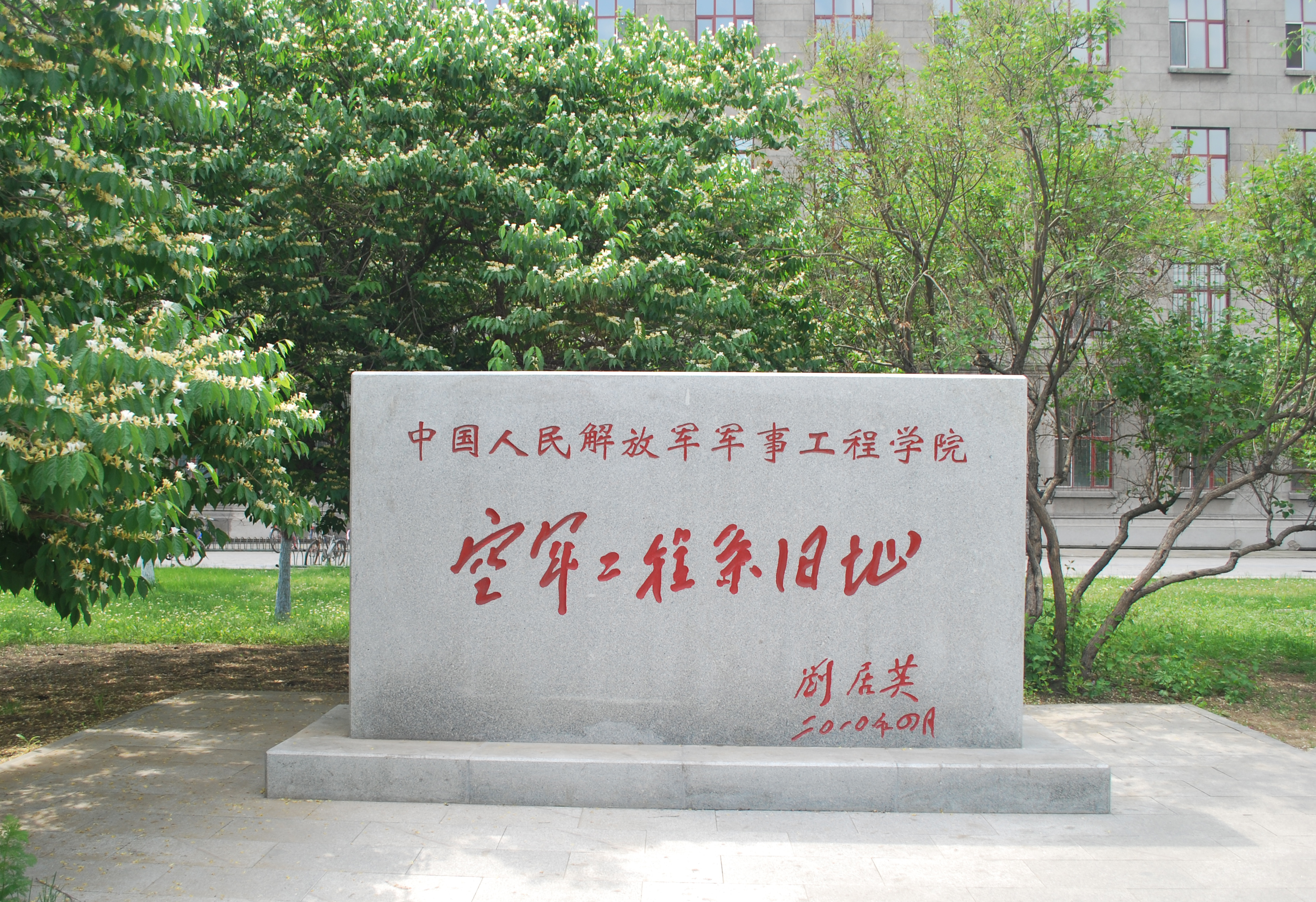
哈尔滨中国人民解放军军事工程学院空军工程系旧址
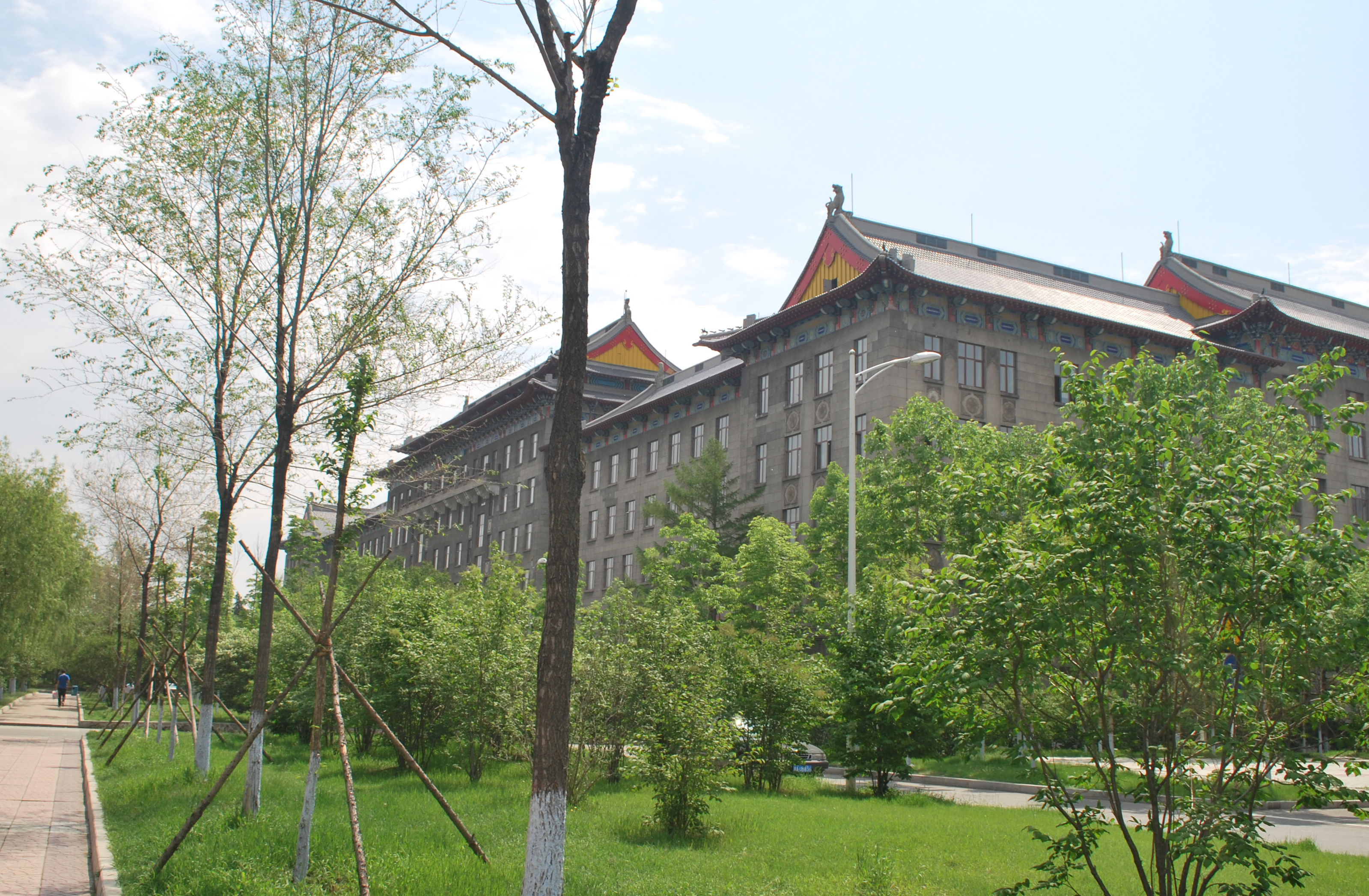
哈尔滨中国人民解放军军事工程学院导弹工程系旧址

## 延伸阅读
- 滕叙兖，哈军工传，湖南科学技术出版社， 2006年
- 高小林，导弹工程系，哈尔滨工程大学出版社， 2018年